# Marcel·lí Guixà i Comes
Marcel·lí Guixà i Comes (Molí Vermell, Barberà del Vallès, 28 de desembre de 1918 - Sabadell, 26 de desembre de 1988) fou un excursionista català.

## Biografia
Marcel·lí Guixà era soci del Centre Excursionista Sabadell i, per tant, posteriorment ho fou de la Unió Excursionista de Sabadell. Va ser un dels iniciadors de la Marxa Infantil de Regularitat el 1963 i hi va participar mentre va viure fent tota mena de feines. També havia participat en l'organització de marxes de regularitat de Catalunya i n'havia fet els mapes quan les organitzà al Centre Excursionista Sabadell. Amant de la cartografia, dibuixà la taula d'orientació que es va posar al cim de la Mola l'any 1960. Melòman, cantava a la Coral de la UES i adaptà més d'un centenar de cançons de tema excursionista al català, sovint sense firmar. Moltes corals canten cançons ignorant que les adaptacions de les lletres són obra de Marcel·lí Guixà. També era una bon fotògraf i un gran coneixedor del romànic del país. Publicà El romànic del Vallès. Localització de les esglésies de la comarca (1978). La UES conserva un llegat seu, compost per diferents partitures de cançons, fotografies, diapositives i pel·lícules de 8 i Super 8 mm. La Coral de la UES li va retre dos homenatges pòstums i va publicar el llibre Cançons amb lletra de Marcel·lí Guixà i Comas: muntanyenc, cantaire, amic (1992), que recull partitures adaptades per Guixà.